# Équipe du Chili des moins de 20 ans de football
Maillots
L'équipe du Chili de football des moins de 20 ans est une sélection de joueurs chiliens de moins de 20 ans placée sous la responsabilité de la Fédération du Chili de football. Elle est deuxième du Championnat des moins de 20 ans de la CONMEBOL en 1975 et a décroché une troisième place à la Coupe du monde de football des moins de 20 ans en 2007.

## Parcours en Championnat des moins de 20 ans de la CONMEBOL
| - 1954 : 1er tour - 1958 : 5e - 1964 : 4e - 1967 : 1er tour - 1971 : 1er tour - 1974 : 1er tour - 1975 : Finaliste - 1977 : 4e - 1979 : 1er tour - 1981 : 1er tour - 1983 : 1er tour - 1985 : 1er tour - 1987 : 1er tour - 1988 : 1er tour - 1991 : 1er tour |  | - 1992 : 1er tour - 1995 : 3e - 1997 : 6e - 1999 : 6e - 2001 : 4e - 2003 : 1er tour - 2005 : 4e - 2007 : 4e - 2009 : 1er tour - 2011 : 5e - 2013 : 4e - 2015 : 1er tour |  | - 2017 : 1er tour - 2019 : 1er tour - 2023 : 1er tour - 2025 : 6e |

## Parcours en Coupe du monde des moins de 20 ans
| - 1987 : 4e - 1995 : Phase de groupes - 2005 : Huitième de finaliste - 2007 : 3e - 2013 : Quart de finale - 2025 : Qualifiée |

## Groupe des sélectionnables

### Principaux joueurs d'hier et d'aujourd'hui
| - Alexis Sánchez (a) - Arturo Vidal (m) - Carlos Carmona (m) - Gary Medel (d) - Matias Fernandez (m) - Mauricio Isla (d) | - Ángelo Henríquez (a) - Bryan Rabello (m) - Nicolas Castillo (a) - Eduardo Vargas (a) - Christopher Toselli (g) - Igor lichnovsky (a) |

## Palmarès
- Coupe du monde de football des moins de 20 ans :
  - Troisième : 2007.
- Championnat des moins de 20 ans de la CONMEBOL : 
  - Vice-champion : 1975
  - Troisième : 1995.

- Tournoi de Toulon (1) :
  - Vainqueur : 2009
  - Finaliste : 2008